# 13th Star
13th Star è il nono album del cantante Fish, pubblicato nel 2007 dalla Chocolate Frog Records.

## Tracce
1. Circle Line (Dick/Vantsis) – 6:04
2. Square Go (Dick/Vantsis) – 5:31
3. Miles de Besos (Dick/Paterson) – 4:22
4. Zoë 25 (Dick/Vantsis) – 5:19
5. Arc of the Curve (Dick/Vantsis) – 4:29
6. Manchmal (Dick/Vantsis) – 5:42
7. Openwater (Dick/Usher) – 5:07
8. Dark Star (Dick/Vantsis) – 6:48
9. Where in the World (Dick/Vantsis) – 6:05
10. 13th Star (Dick/Vantsis) – 5:41

## Musicisti
- Fish - voce
- Frank Usher – chitarra elettrica, chitarra acustica (Brani 3, 4, 5, 9, 10), chitarra loop (1), Lap Steel (5)
- Steve Vantsis – basso, chitarra elettrica (2, 4, 6, 7, 8), chitarra acustica (1, 4, 10); tastiera (1, 2, 4, 6, 8, 9, 10); basso upright (3), clavinet (2), Drum Loop e Programming, Samples
- Chris Johnson – chitarra elettrica, chitarra acustica (4, 5, 9)
- Foss Paterson – pianoforte (1, 3, 4, 5), tastiera (1, 2, 3, 4, 6, 7, 8, 9), organo (1, 2, 3, 4, 6, 7, 8, 9, 10); strings (1, 2, 3, 4, 5, 8, 9, 10), music box (4), dulcimer, fisarmonica, samples (10)
- Gavin Griffiths – batteria
- Dave Haswell – percussioni (1, 3, 4, 5, 10)
- Lorna Bannon – voce (3, 4, 5, 6, 9, 10)